# Hégető Honorka
Hégető Honorka Éva (Marosvásárhely, 1971. december 24. – Alsóörs, 2001. június 3.) televíziós riporter, műsorszerkesztő.

## Szakmai élete
Az Eötvös Loránd Tudományegyetemen tanult, angol nyelvtanári főiskolai szakon.
Az angol nyelven jelentkező Welcome to Hungary tv-magazin stábjában, mint nyelvi lektor kezdte a televíziós pályáját. Később szerkesztő-riportereként volt a szerkesztőség meghatározó munkatársa.   
Kezdetben a TV3 műsorait szerkesztette, ahol elsősorban az elesett emberek sorsával foglalkozó riportokat készített. A hátrányos helyzetű emberek realista bemutatásáért 1999-ben megkapta a Toleranciadíjat.
Rövid ideig a Magyar Televíziónál, majd közel egy évig az RTL Klubnál készített műsorokat.
Fiatalon bekövetkezett halálát az okozta, hogy barátja, Dalmy Gáspár alkoholos befolyásoltság alatt vezette gépkocsiját, melyben mindketten utaztak, és egy kanyarban elveszítette uralmát a jármű fölött. A kocsi kisodródott, megpördült, és Honorka életét már nem lehetett megmenteni.
A baleset utáni rendőrségi kihallgatáson a férfi azt vallotta, hogy az újságírónő vezette az autót, majd az eljárás befejezése előtt, melynek során bebizonyosodott, hogy az autót Dalmy vezette, a férfi Brazíliába szökött. 2009-ben, Rio de Janeiro-ban fogta el a rendőrség. Dalmy Gáspárt, aki évekig bújkált a rendőrség elől Brazíliában, 2011. január 18-án, másfél évnyi fogvatartás után hozták haza Magyarországra. Dalmy volt az első olyan személy, aki kiadatásra került Brazíliából Magyarországra, amely akkoriban egyedülálló esetnek is számított, lévén a két ország között nincs hatályos kiadatási egyezmény.

## A Hégető Honorka-díj
A Hégető Honorka-díjat az RTL Klub által létrehozott Hégető Honorka Alapítvány adja ki évente. A kisebbségekkel és a hátrányos helyzetűekkel foglalkozó tévéműsorok készítői pályázhatnak rá.